# Divadlo Pavla Trávníčka
Divadlo Pavla Trávníčka je divadelní organizace v Česku založená hercem Pavlem Trávníčkem.

## Dějiny divadla
Divadlo založil známý český herec Pavel Trávníček z vlastních finančních prostředků, předlohou mu byl divadelní a filmový režisér Evald Schorm. Soubor se nejdříve jmenoval Divadlo Skelet. Od počátku divadla v roce 1998 je jeho ředitelem do současnosti (2020) Pavel Trávníček, který je také hercem v uměleckém souboru.

## Činnost a zaměření divadla
Divadlo vystupuje v Divadle U Hasičů, Divadle Horní Počernice, Divadle Bez zábradlí a také v Divadle Brodway, které jsou jejich adoptivní scény. Mimo hostování v těchto divadlech pořádají zájezdová představení na přání veřejnosti po českých i slovenských městech, hrají také představení pro děti, vše pořádající Agenturou Marcus. Divadlo se zaměřuje na komediální činohru. Nabízí ale i jiné služby pro veřejnost, například vypůjčují historický vůz Rolls-Royce, karaoke zvané DO-RE-MI, pronajímají sály, moderují soukromé akce a nabízí zastoupení umělců. V repertoáru v červenci roku 2020 mají představení Zasněžená romance (ve spolupráci se Severočeským divadlem), představení Sborovna a Vysoká hra.

## Herecký soubor
V divadelním souboru k červenci roku 2020 vystupují Pavel Trávníček, Uršula Kluková, Kateřina Kornová, Ivetta Blanarovičová, Nikola Ďuricová, Tereza Mátlová, Jolana Smyčková, Filip Hořejš, Petr Jablonský, Petra Jindrová Lupínková, Václav Upír Krejčí, Linda Finková, Juraj Bernáth, Hana Tunová, Hana Sršňová, Pavel Skřípal, Radim Jíra, Pavel Dytrt, Monika Trávníčková – Fialková, Světlana Nálepková, Luboš Xaver Veselý, Ladislav Frej, Jana Švandová a Zdeněk Rumpík. Nejčastěji vystupují v představeních Zasněžená romance, Sborovna nebo Vysoká hra či jiných představeních.